# Centrorhynchus insularis
Centrorhynchus insularis är en hakmaskart som beskrevs av Marcos A. Tubangui 1833. Centrorhynchus insularis ingår i släktet Centrorhynchus och familjen Centrorhynchidae. Inga underarter finns listade i Catalogue of Life.